# Rhinotragus festivus
Rhinotragus festivus là một loài bọ cánh cứng trong họ Cerambycidae.